# Carmen Oliver Cobeña
María del Carmen Oliver Cobeña (Madrid, ca. 1905-ibídem, 1991), también conocida como Carmita Oliver, fue una actriz española de teatro y cine de la primera mitad del siglo xx.

## Biografía
Nacida hacia 1905, era hija de Carmen Cobeña y Federico Oliver Crespo. Fue madre de Jaime de Armiñán. Siguiendo la vocación familiar, entró en la vida teatral muy joven y fue arropada desde el principio por la crítica. El 24 de enero de 1921 se presentó en el teatro Eslava de Madrid, en la compañía que dirigía su padre y con su madre como primera actriz. La obra de su debut fue La boba discreta, de Lope de Vega. 
Con veintiún años, se casó con Luis de Armiñán Odriozola, periodista, corresponsal de El Heraldo de Madrid y gobernador civil en diferentes destinos durante la II República Española. El matrimonio, primero, el carácter enfermizo de su hijo Jaime después y la guerra civil española la alejaron de las tablas durante una larga temporada. Sin embargo llegaría a alcanzar la cumbre de su popularidad con su participación en la película Eugenia de Montijo (1944) de José López Rubio.
Oliver Cobeña, que falleció en febrero de 1991 a los ochenta y seis años de edad, está enterrada en el cementerio de la Almudena de Madrid.